# Anne Boyd
Anne Elizabeth Boyd (* 10. April 1946 in Sydney) ist eine australische Komponistin und Musikpädagogin.
Boyd studierte nach dem Besuch der Hornsby Girl’s High School Musik an der University of Sydney, wo Peter Sculthorpe ihr wichtigster Lehrer war. Ein Commonwealth-Overseas-Stipendium ermöglichte ihr ein Studium an der University of York bei Wilfrid Mellers und Bernard Rands.
Von 1972 bis 1977 unterrichtete sie an der University of Sussex, dann kehrte sie nach Australien zurück und widmete sich ganz der Komposition. 1981 wurde sie Gründungsdekanin der Fakultät für Musik an der Universität Hongkong. 1990 wurde sie Professorin für Musik an der University of Sydney.
Boyds Kompositionen werden international aufgeführt und erscheinen bei Faber Music in London und der University of York Music Press. Besonders bekannt wurden die Meditation Angklung (1974), die sie für den Pianisten Roger Woodward schrieb, der Choral A Vision: Jesus Reassures His Mother, der Liederzyklus Meditations on a Chinese Character für Stimme und Kammerensemble (1976), das Stück Goldfish Through Summer Rain (1979) für Flöte und Klavier und das Orchesterwerk Grathawai (1993). Für ihre Verdienste als Komponistin und Musikerzieherin wurde Boyd 1996 als Mitglied des Order of Australia geehrt. 2003 verlieh ihr die University of York einen Ehrendoktortitel. Für ihre Verdienste um die australische Musik erhielt sie 2014 den Sir Bernard Heinze Memorial Award.